# Bible
Bible (z řec. τὰ βιβλíα ta biblia – knihy, svitky) je soubor starověkých textů, které křesťanství a zčásti i judaismus považují za posvátné a inspirované Bohem. Proto se nazývá také Písmo svaté (lat. Scriptura sacra nebo Scriptura sancta) nebo krátce jen Písmo. Přezdívá se jí také Kniha knih. Křesťanská bible se skládá ze dvou částí, které se označují jako Starý a Nový zákon.
Ačkoliv nejstarší části Starého zákona snad pocházejí až z 9.–12. století před naším letopočtem, bible jako celek, jak ji známe dnes, je výsledkem dlouhého procesu kanonizace. Výběr i uspořádání jednotlivých knih nebylo kritické, dokud se psaly na samostatné svitky, kdežto ve vázané knize (kodexu) už muselo být přesně určeno. Vznik pevného kánonu židovské bible se obvykle klade do počátku 2. století. Nejstarší doklad kánonu Nového zákona je patrně tzv. Muratoriho fragment, jehož text se klade do počátku 3. století. Oficiální křesťanský kánon snad vyhlásil z podnětu císaře Konstantina I. tzv. Nikajský ekumenický koncil 20. května 325 ve snaze sjednotit různé náboženské proudy.
Bible je nejpřekládanější a nejvydávanější knihou, první Gutenbergovo vydání z roku 1452 je první tištěnou knihou na Západě. První český překlad celé bible vznikl kolem roku 1360.

Kumránský svitek s textem knihy Izajáš, 2. stol. př. n. l.

## Označení

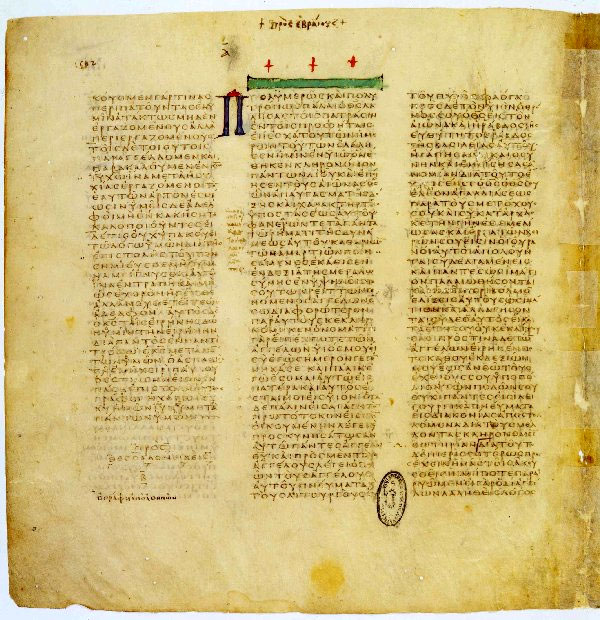
Řecká majuskulní bible (Vatikánský kodex, 4. stol.)

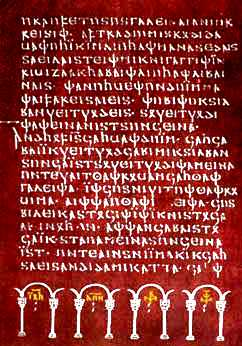
Wulfilova bible v gótštině (6. stol.)

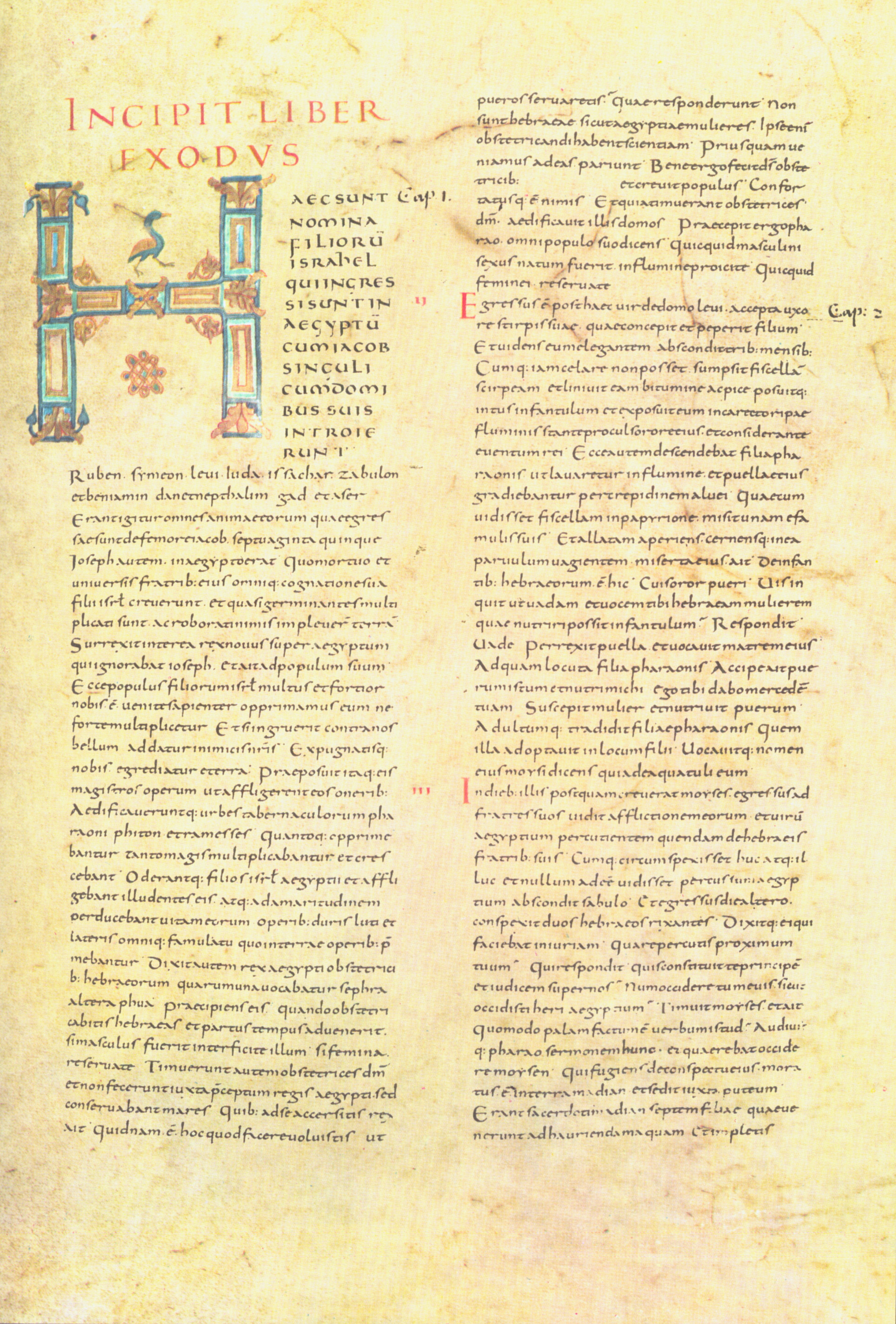
Alcuinova latinská bible, kolem 840

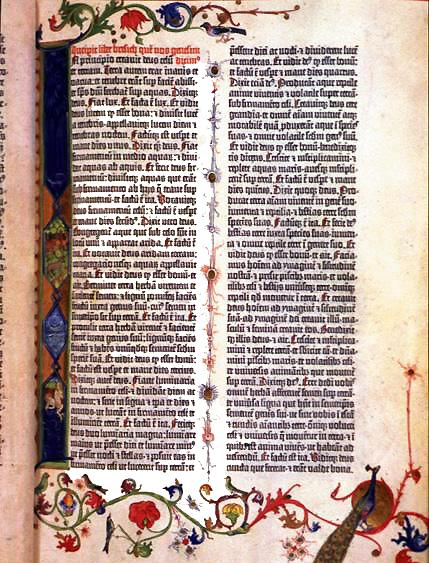
Gutenbergova bible (1452)

Slovo „bible“ pochází z řeckého biblia, knihy – množné číslo od neutra το βιβλίον (to biblion, zdrobnělina slova biblos). Antické knihy měly podobu svitku a jejich řecké označení pochází ze slova byblos, česky papyrus, ze kterého se svitky vyráběly. Množné číslo biblia převzala latina, ve které výraz později pochopili jako jednotné číslo feminina a slovo bible se tak začalo na Západě užívat v jednotném čísle.
Hebrejské slovo tóra (naučení, příkaz, zákon) přeložila Septuaginta do řečtiny jako diathéké (závěť, smlouva) a latinské překlady jako testamentum (závěť, odkaz). Staroslověnský překlad použil slovo zavět a český slovo zákon, které původně snad znamenalo ustanovení a odkaz.

## Starý a Nový zákon
Křesťanskou bibli tvoří dva oddělené soubory knih, tj. původně samostatných svitků. Starší a asi čtyřikrát rozsáhlejší Starý zákon je tvořen posvátnými texty judaismu. Mladší, křesťanský, Nový zákon je věnován Ježíši Kristu, jeho učení a počátkům křesťanství.

### Starý zákon
První část, Starý zákon nebo Stará smlouva, obsahuje posvátné knihy (tóra, později tanach), které křesťané převzali z judaismu a jsou oběma náboženstvím společné. Někdy se označují jako hebrejská bible. Knihy Starého zákona vznikaly postupně od 9. do 1. století př. n. l. nebo i o několik století dříve a byly psány v hebrejštině, pouze některé pasáže aramejsky.
V hebrejské tradici se Starý zákon dělí na Tóru (pět knih Mojžíšových), Proroky a Spisy; v křesťanské tradici obvykle na pět knih Mojžíšových, knihy prorocké a dějepisné a mudroslovné knihy. Základ Starého zákona je pět knih Mojžíšových neboli Pentateuch, který vypráví o dějinách světa od jeho stvoření, vyvedení izraelského lidu z egyptského otroctví, jeho pouti do Země zaslíbené a přijetí desatera a dalších zákonů. Prorocké spisy nesou jméno daného proroka, prostředníka přinášejícího Boží poselství, a dělí se dále na čtyři obsáhlejší větší proroky a dvanáct menších proroků. Dějepisné knihy pojednávají o historických událostech, zejména z období od příchodu do Země zaslíbené po babylonské zajetí. Mudroslovné knihy obsahují sdělení obecnějšího charakteru, poučné a písňové texty. Žánrové zařazení však zpravidla není ostře vymezené a uvedené charakteristiky se u jednotlivých knih částečně prolínají.

### Nový zákon
Druhá, křesťanská část bible – Nový zákon nebo Nová smlouva, který vznikal během prvních dvou století našeho letopočtu, líčí život a učení Ježíše z Nazareta a první dobu křesťanské církve. Nejvýznamnější částí Nového zákona jsou evangelia, která popisují život, působení, smrt a zmrtvýchvstání Ježíše, který je ústřední postavou křesťanství. Na evangelia bezprostředně navazují Skutky apoštolů. Další významnou částí Nového zákona jsou epištoly (listy), dopisy apoštolů adresované různým skupinám souvěrců či jednotlivcům. Listy se dělí na Pavlovy epištoly, tradičně připisované Pavlovi z Tarsu, a ostatní, tzv. katolické listy. Zvláštní místo v Novém zákoně zaujímá Zjevení Janovo (Apokalypsa), prorocký spis s alegorickými a symbolickými obrazy.
Nový zákon na Starý výslovně navazuje („Nepřišel jsem Zákon zrušit, ale naplnit“) a ukazuje Ježíše jako Krista (Mesiáše), kterým Hospodin naplnil svůj slib, nově vyložil svůj záměr s člověkem a založil křesťanskou církev.

### Historické pozadí a geografické umístění
Příběhy Starého zákona se odehrávají na tehdejším Předním východě, tedy v Mezopotámii, v Egyptě, v Asýrii a v Babylonii; uvádět konkrétní říše je ovšem sporné, vzhledem k nejasné dataci působení nejstarších praotců. Biblické území zahrnuje dnešní Egypt, Jordánsko, Sýrii, Izrael a Palestinu, Libanon, Saúdskou Arábii, Irák, Írán, Turecko a v Nové zákoně i některé evropské země. Horní část tehdejší Babylonie se nazývala Akkad a dolní Sumer. Babylonská věž (zikkurat) stála v zemi Šineáru (Gn 11,2), což je širší označení pro Mezopotámii. Přesná poloha není známa, patrně to byl Babylón (asi 90 km od dnešního Bagdádu) nebo Eridu. Ze sumerského Uru (v dnešním Iráku nedaleko Perského zálivu, kde se později rovněž odehrál tzv. Babylonský exil) se praotec Abrahám patrně v první polovině 2. tis. př. n. l. vydal na cestu do Cháranu (dnes na hranici Turecka a Sýrie). Další příběhy čtenáře provází po Kanaánu, později po Judsku (jižním Izraeli), severním Izraeli a okolních zemích Předního východu. Od doby krále Davida a zejména jeho syna Šalomouna (panoval 973–931 př. n. l.) hrál hlavní roli v biblickém vyprávění Jeruzalém. Do děje dále zasáhli králové a královny ze Sáby (dnešní Etiopie nebo Jemen), z Persie (dnešní Írán) a později ze Sýrie, z Makedonie a konečně z Řecka a Říma. Nový zákon se odehrává v Judsku, Egyptě a vede čtenáře na několik cest po jižní a východní Evropě. Centrem vyprávění je Jeruzalém.

## Text bible

### Jazyky
Hebrejská bible obsahuje kromě Tóry (תוֹרָה‎) ještě Proroky (נְבִיאִים‎ nevi'im) a Spisy (כְּתוּבִים‎ ktuvim), dohromady se tomuto korpusu říká též tanach (תנ״ך). Původní text existoval v hebrejštině, s částmi v aramejštině (kniha Daniel, kniha Ezdráš). Židovští učenci se snažili v 1. tisíciletí vytvořit jednotný text Tanachu, který je znám jako masoretský text. Ten přidává do textu punktaci, tj. znaménka pro označení samohlásek, které hebrejština běžně nezapisuje. Hebrejský text ve starověku však existoval ve více variantách, jak dosvědčují kumránské svitky a další fragmenty, včetně překladů.
V době přelomu letopočtu Židé již nemluvili hebrejsky, ale řecky či aramejsky. Tehdy začala doba překladů hebrejské bible – pro křesťany je nejvýznamnějším z těchto překladů Septuaginta, kterou první křesťané používali jako své „Písmo“. V té době vznikly též židovské překlady či parafráze známé jako targumy.

### Závazný soubor knih (kánon)
Judaismus, katolíci, pravoslavní, protestanti a další náboženské tradice uvádějí za součást svých Písem, tzv. kánon, různý počet knih. Například protestantská vydání mají zpravidla 66, katolická 72 knih.
Židovský neboli palestinský kánon byl podle tradice judaismu definován synodou v Jabne kolem roku 92. Křesťanský kánon se vyvíjel nezávisle na kánonu judaismu a ustálil se někdy ve 4. století. Církev, která užívala řeckého překladu Starého zákona, Septuaginty, užívala jejího kánonu, označovaného jako kánon alexandrijský.
Protestantský kánon, který v zásadě přejímá kánon palestinský, má svůj počátek v době protestantské reformace. Katolická církev v reakci na to definovala svůj kánon v rozsahu zhruba odpovídajícím alexandrijskému kánonu a schválila jej na Tridentském koncilu 8. dubna 1546.
Součástí římskokatolického kánonu se tak na tomto koncilu stalo i sedm starozákonních knih, které v palestinském kánonu nebyly (spor s protestanty o inspiraci Bohem) a nazývají se deuterokanonické. Deuterokanonické spisy však za součást kánonu neuznávají židé ani některé protestantské církve. Byly napsány nebo se dochovaly pouze řecky. Protestantské církve tak často vydávají bible tyto deuterokanonické spisy neobsahující. Nicméně i Jan Ámos Komenský se zmiňuje, že je „dobré je číst“.

### Dělení na kapitoly a verše
V běžných biblických vydáních je text každé knihy dělen na kapitoly a každá kapitola na verše. Dělení na kapitoly pochází od Štěpána Langtona z doby krátce před rokem 1203, kapitoly posléze rozčlenil na verše Robert Estienne neboli Stephanus, který jako lingvista pracoval na zdokonalení Erasmova vydání biblického textu: 1551 (Nový zákon) a 1555 (Starý zákon). Toto dělení se velmi rychle ujalo, neboť bylo praktické pro rychlou a přesnou orientaci v textu. První česká bible, která přejímá dělení na verše, je Bible kralická.
Jelikož však jsou případy, kdy některé knihy mají více textových verzí lišících se délkou, odlišuje se i jejich číslování veršů. Proto je výjimečně možné setkat se s dvojím označením téhož verše. V těchto případech je třeba zjistit, jaké textové verze vydavatelé používají.
Odlišné dělení na kapitoly mají některé východní jazykové verze, zvláště syrské překlady.
Kromě kapitol se text běžně dělí i na menší oddíly uvozené nadpisy. Součástí původního textu, o kterém křesťané věří, že je Bohem inspirovaný, nejsou ani to nadpisy, ani členění do kapitol a veršů, ani tradiční názvy celých knih.

## Význam bible

### Vztah církví
Biblické spisy jsou jak v chápání judaismu, tak v křesťanském chápání sbírkou svědectví o Božím zjevení, neboli o lidské zkušenosti s Bohem.
Církve měly v celých svých dějinách k Písmu svatému úctu, neboť věří, že se v textech Písma setkává s Božím slovem; některé církevní dokumenty dokládají, že k Písmu mají protestantské církve podobnou úctu jako např. římskokatolická církev k eucharistii. To, co je v Bibli zaznamenáno, je podle církve zaznamenáno z vnuknutí Ducha svatého (označováno jako inspirace Písma). Bůh si, jak věří křesťané, vybral lidské autory k jejich sepsání a skrze ně na sepsání textu působil. Proto také církev věří, že to, co biblické spisy tvrdí, je spolehlivé, věrné, bez omylu a pravdivé, a to i v případě, kdy by byla některá tvrzení vnitřně rozporná. Pravdivostí se ale nemyslí nutně doslovný smysl (bibli nepovažují křesťané např. za učebnici biologie), ale ten smysl, který vypovídá o Bohu a Božích věcech. Některé církve či někteří křesťané chápou bibli jako absolutně přesnou (ve věcech, o kterých hovoří), s tím, že lidé ji mohou chybně interpretovat (jako příklad uveďme známý spor o heliocentrickou soustavu).
Některé církve vzešlé z protestantské reformace trvají na doslovné inspiraci textu Bohem, toto pojetí je označováno jako biblický fundamentalismus.

### Poselství bible podle křesťanů

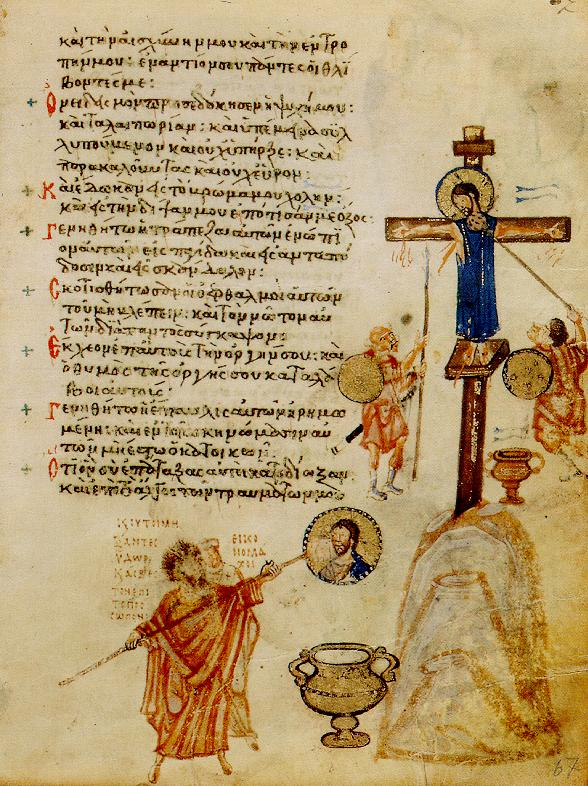
Chludovská řecká bible, 9. stol.

Přestože jednotlivé knihy bible pocházejí z různých historických období, křesťané věří, že bible předává jisté ucelené poselství.
V jistém okamžiku (na počátku) dějin lidé odmítli Boží plán a zhřešili. Protože všichni lidé zhřešili, a nikdo z nich tak nemohl přijít přímo k Bohu, Bůh se dával člověku poznat srozumitelným způsobem. Aby Bůh mohl člověka zachránit, povolal si Abraháma a jeho potomstvo, aby se stali prostředkem záchrany celého lidstva. Z téhož důvodu daroval Bůh prostřednictvím Mojžíše izraelskému národu zákon a uzavřel s ním smlouvu. Izraelský národ se v průběhu svých dějin odvracel od Boha a zase se k němu navracel. V této době Bohem poslaní proroci, kromě napomínání Izraelců, aby se navrátili k Bohu, poukazovali také na to, že v zákonu, který Bůh lidem dal, nejsou pouze samoúčelné příkazy, ale že zákon odráží něco z vlastností Boha, který je dobrý a touží po co největším dobru pro člověka.
Prohloubené porozumění – přímo naplnění – Božího zákona přinesl Ježíš Kristus společně s pozváním do Božího království pro ty, kdo v Něj věří. Nově tak přinesl milost, slitování a odpuštění přestupků proti požadavkům Zákona (Mojžíšova) pro ty, kteří Zákon uznali a pro něž Zákon existuje (zákon existuje proto, aby si lidé uvědomili, kde až je hranice „dobra“, „dokonalosti“ a že jí nemohou vlastními silami ani skutky nikdy dosáhnout, a proto potřebují odpuštění, které je, podle křesťanství, Boží milostí dovedeno k dokonalosti). Svou smrtí a svým vzkříšením získal Ježíš pro ty, kdo v něho uvěřili, záchranu a smíření s Bohem. Ježíš Kristus si vyvolil své učedníky, apoštoly, a na nich zbudoval nový Boží lid (církev), který s nadějí očekává Ježíšův příchod na konci časů a naplnění jeho zaslíbení.

### Kultura
Bible jako základní kniha silně dominantního náboženství měla vliv na formování takzvané západní kultury. Pozornost byla věnována nejen knize samotné (první tištěná kniha na Západě), ale zejména jejímu obsahu, který byl až do 19. století jedním z hlavních inspiračních zdrojů výtvarného umění. Biblická témata pronikala i do literatury (Quo vadis) a některé motivy se staly všeobecně známými (např. Adam a Eva, potopa světa, jako solný sloup, milosrdný Samaritán, velbloud uchem jehly ad.).

## Biblické překlady
Bible je nejpřekládanější knihou na světě. V roce 2009 byla alespoň část bible přeložena do 2454 jazyků. Nejstarší překlady byly pořízeny již ve starověku, od období humanismu se studují původní biblické jazyky a klade se důraz na přesnost a věrnost biblických překladů.

### Antické překlady
Překlady Písma svatého mají dlouhou historii. Do klasické řečtiny se překládal pouze Starý zákon, neboť Nový zákon je v tomto jazyce psán přímo. Již ve 3. století před přelomem letopočtu vzniká v Alexandrii řecký překlad bible, tzv. Septuaginta (lat. sedmdesát podle legendárního počtu 72 překladatelů). Nejdůležitějším latinským překladem byla tzv. Vulgata, jejímž autorem byl svatý Jeroným na přelomu 4. a 5. století našeho letopočtu.

### Moderní překlady

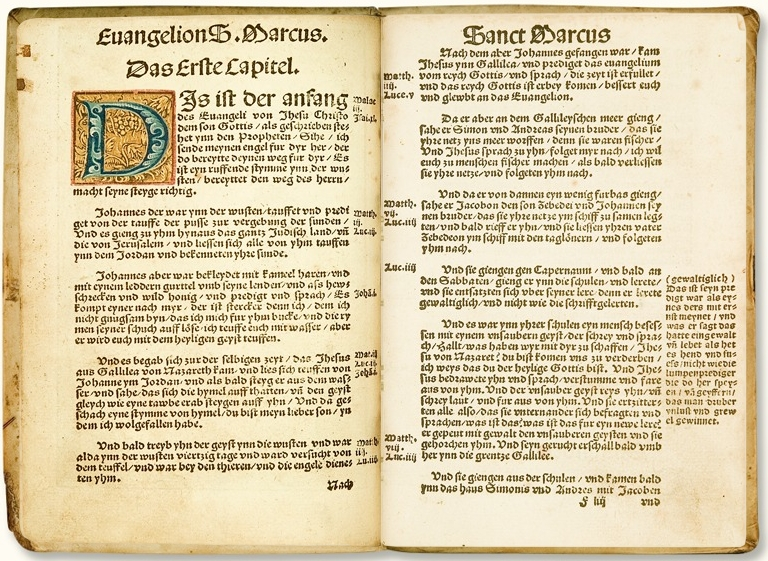
Lutherova bible

Ke známým překladům z původních jazyků patří díla protestantských teologů z období reformace, německý překlad Martina Luthera, francouzský překlad Jana Kalvína (Ženevská bible), česká Bible kralická, italský překlad Giovanniho Diodati či anglická (anglikánská) Bible krále Jakuba. Katolická církev zůstala věrná revidovanému textu Vulgaty.
V dnešní době se vydávání bible ve velkém měřítku věnují Mezinárodní biblická společnost (IBS) a Wycliffovi překladatelé Bible (WBT). Jen tyto dvě organizace vydávají bibli nebo její část ve více než 600 jazycích pro 127 zemí. Potřeba nových překladů vyplývá ze skutečnosti, že každý jazyk podléhá změnám. Překlady se také liší podle svého zaměření, některé se například snaží text co nejvíce přiblížit dnešnímu čtenáři, jiné přihlížejí k tradičním překladům nebo se snaží o překlad odpovídající co nejvěrněji struktuře původních jazyků.
Existují také parafrázovaná nebo komentovaná vydání Bible, často s misijním přesahem. V českém prostředí je to například Studijní překlad Bible, mezinárodní dosah má původně německý projekt Truck Bible doplněný o křesťanská svědectví různých dálkových řidičů.
Různé parafráze se věnují mládeži.

### České překlady

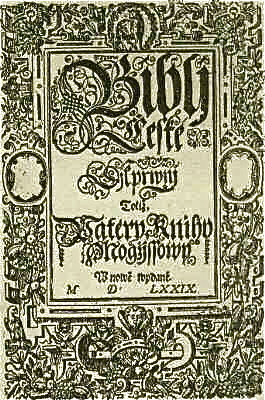
Kralická bible (1579)

Významným počinem byl překlad části Písma (evangelií) do staroslověnského jazyka sv. Konstantinem a Metodějem během jejich velkomoravské mise (počátek 862), ke kterému se zachovala předmluva (Proglas). Z tohoto překladu vychází česká překladatelská tradice. Ve 14. století vznikly nejstarší české překlady z Vulgaty – např. Bible leskovecko-drážďanská (1360) či Bible olomoucká a Bible třeboňská.
Nejvýznamnějším a nejznámějším českým překladem je Bible kralická („Šestidílka“, 1579–1594, poslední revize z roku 1613), první český překlad z původních jazyků. Bible kralických bratří je významným dílem české a slovanské kultury. Ve slovanských jazycích byla vůbec první, na světě pátý národní překlad z původních jazyků. Mezi katolickými barokními překlady vyniká třísvazková Bible svatováclavská z let 1677–1715.
Ve 20. století byl nejvýznamnějším Český ekumenický překlad, který vznikal v letech 1961–1979. Na přelomu tisíciletí se v České republice pracovalo nebo pracuje na několika nových překladech bible.

#### Biblické texty a překlady
- Česká Audio Bible
- (česky) SOB (Studijní on-line bible) – biblický program v češtině, přes 210 překladů (18 českých) v 67 jazycích, pokročilé vyhledávání (9 typů), porovnávání překladů, poslech (cca 40 biblí), slovníky, konkordance, komentáře, Strongova čísla a slovníky, morfologie řeckého textu v 8 jazycích, verze pro mobily ...
- (česky) Bible on-line v češtině a více než 20 dalších jazyků
- (česky) Český ekumenický překlad
- (česky) Bible kralická
- (česky) Bible21 Archivováno 15. 3. 2010 na Wayback Machine.
- Scripturetext.com: Online Multilingual Bible – bible ve více než 40 jazycích
- (česky) Svaté Písmo – Překlad nového světa – vydali Svědkové Jehovovi

#### Další odkazy
- (česky) Katolické biblické dílo
- (česky) Bibleserver - Bible v různých jazycích a překladech, vyhledávání
- (německy) Wissenschaftliches Bibellexikon (WiBiLex)

#### Biblický software
- Bible v mobilním telefonu, návod
- eBook Bible21, elektronická kniha bible, překlad pro 21. století, (formát ePub)
- Desktopová aplikace, umožňující současné otevření více verzí překladu, vyhledávání, a další funkce

#### Historické bible
- Biblia latina, 1424
- Biblia latina, mezi 1451 a 1500
- Biblia latina, 1474